# Національний ліс Чугач
Національний ліс Чугач — національний ліс Сполучених Штатів Америки, який розташований на півдні центральної Аляски. Площа лісу становить 6 908 540 акрів (27 958 км2). Національний ліс був утворений в 1907 році, він охоплює частину затоки Принца Вільгельма, Кенайський півострів і дельту Мідної річки.
Чугач включає великі берегові лінії, льодовики, ліси та річки, значна частина яких незаймана дорогами та стежками. Тут мешкають численні види птахів та ссавців. На території лісу проводяться деякі гірничодобувні та нафтогазові роботи.

## Історія
Територію, яка зараз є Чугачем, тисячі років тому заселилив народ алутіік. Європейці вперше сюди потрапили в середині 1700-х років, а незабаром ця територія стала домівкою для російських торговців хутром, які полювали на калана. У 1888 році тут було знайдено золото. У 1907 році з частини лісового заповідника був створений національний ліс Чугач.

## Географія
Національний ліс розташований в горах, що охоплює частину затоки Принца Вільгельма, Кенайський півострів і дельту Мідної річки. Це другий за величиною ліс у національній лісовій системі США. Приблизно 30 відсотків площі лісу вкрито кригою. Велика частина Чугача складається з відрогів Чугацьких гір. Під ліс було виділено 93000 км². Згодом площа заповідника була зменшена та станом на 2011 рік становила 27 958 км². Протяжність доріг – 140 км. Адміністрація лісу знаходиться в Анкориджі, рейнджерські відділення розташовані в Кордові та Муз-Пассі. Ліс Чугач розташований відразу в шести адміністративних одиницях: зоні перепису населення Валдіз-Кордова, Кенай, Анкоридж,  Матануска-Сусітна, Кодіяк-Айленд. Незважаючи на назву, ліси в Чугачі займають відносно невелику смугу між океаном та Чугацькими горами.

### Зелений острів
Зелений острів знаходиться в національному лісі Чугач на північ від острова Монтегю в протоці Принца Вільгельма. У межах Аляски є щонайменше три острови під назвою «Зелений острів».

### Екологія
Чугач — тропічний ліс помірного клімату. Тут ліс займає лише дуже вузьку смугу між океаном і крижаною альпійською зоною. Домінуючими деревами є ялина ситхінська, тсуга західна та тсуґа гірська. Ця зона відома як «субполярний тропічний ліс».
У лісовій частині Кенайського півострова проживає понад 200 колоній морських птахів, а також від 3000 до 5000 білоголових орланів. Частина лісу в дельті Мідної річки  «вважається одним із найважливіших місць проживання берегових птахів у світі». Дельта є середовищем проживання понад 20 мільйонів птахів на рік. Ссавці, які населяють цей ліс – це койоти, лісові вовки, лосі, куниці, гірські козли, чорні ведмеді та ведмеді грізлі. Зустрічаються також барани Далля. Чугач – єдиний національний ліс, де можна побачити цих тварин. У водах Чугача водяться горбаті кити, морські леви та видри. У водах навколо лісу водяться усі п’ять видів тихоокеанського лосося, що зустрічаються в Північній Америці: лосось чавича, нерка, кижуч, кета та горбуша.

## Вплив людини
У Чугачі здійснюється дуже мало лісозаготівель, менше 2 відсотків лісу вважається придатним для промислових лісозаготівель. Натомість ліс приносить гроші місцевим громадам через туризм, відпочинок, видобуток корисних копалин та комерційне рибальство. Щорічно Чугацький лісовий масив відвідує понад 7 мільйонів туристів, у тому числі байдарочників, човнярів, туристів, лижників, птахівників та рибалок. У лісі ведеться видобуток корисних копалин, в тому числі вугілля, а також видобуток нафти та газу. У 2003 році Міністерство внутрішніх справ оголосило, що 3000 акрів (12 км²) лісу більше не доступні для видобутку. Раніше заборона на видобуток вже була запроваджена на площу майже 2000 акрів (8,1 км²).

## Галерея

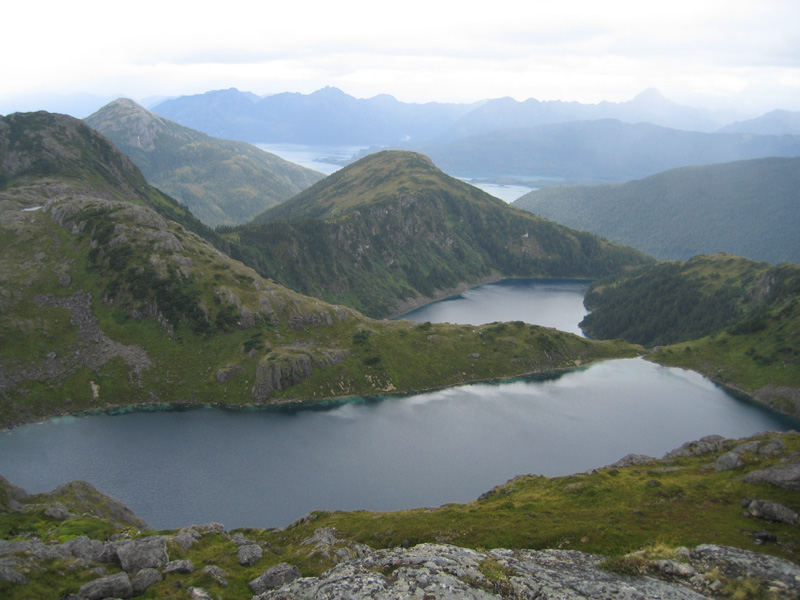
Озера в лісі Чугач
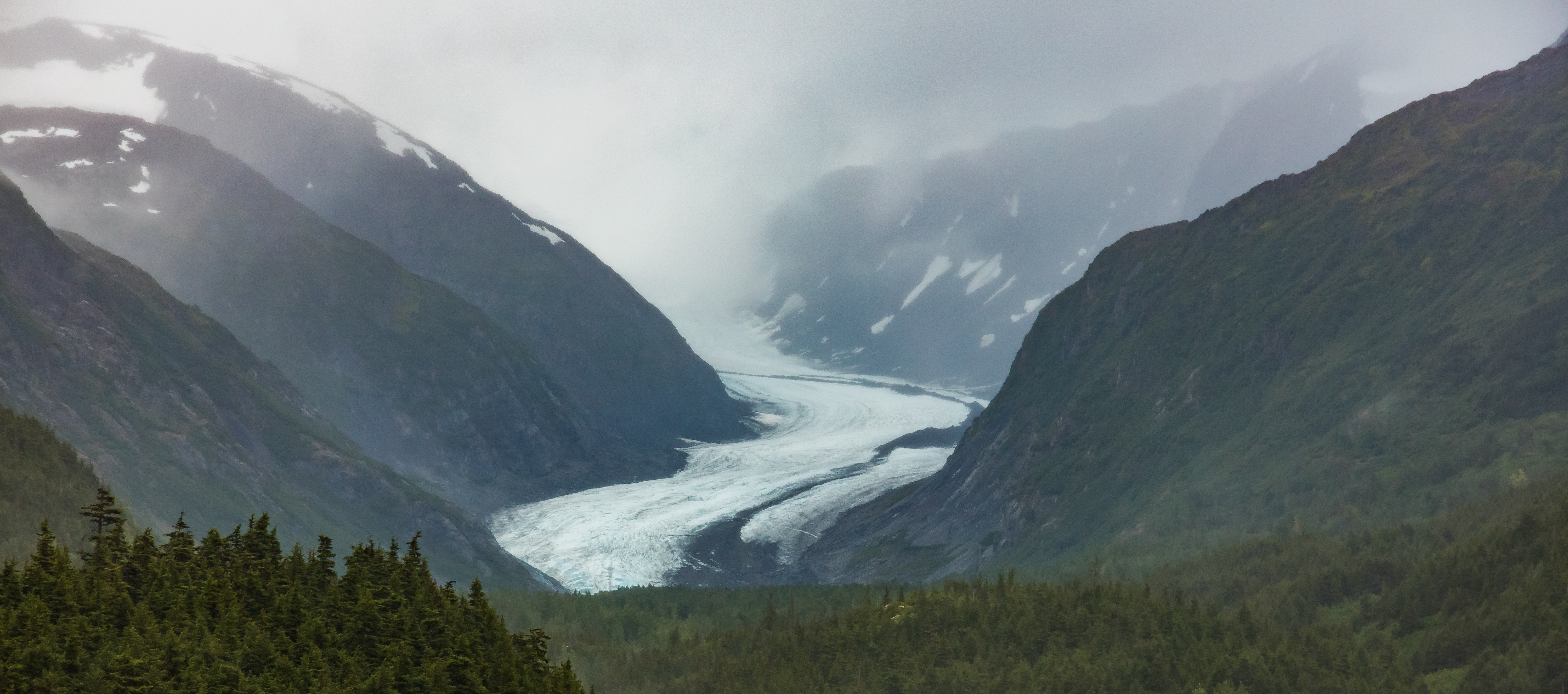
Льодовик Спенсера. Національний ліс Чугач.
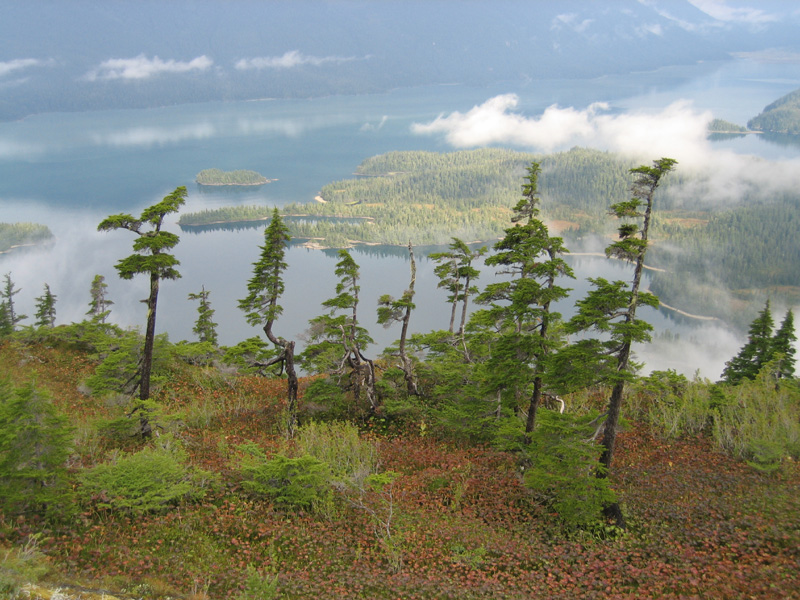
Дерева в лісі Чугач.
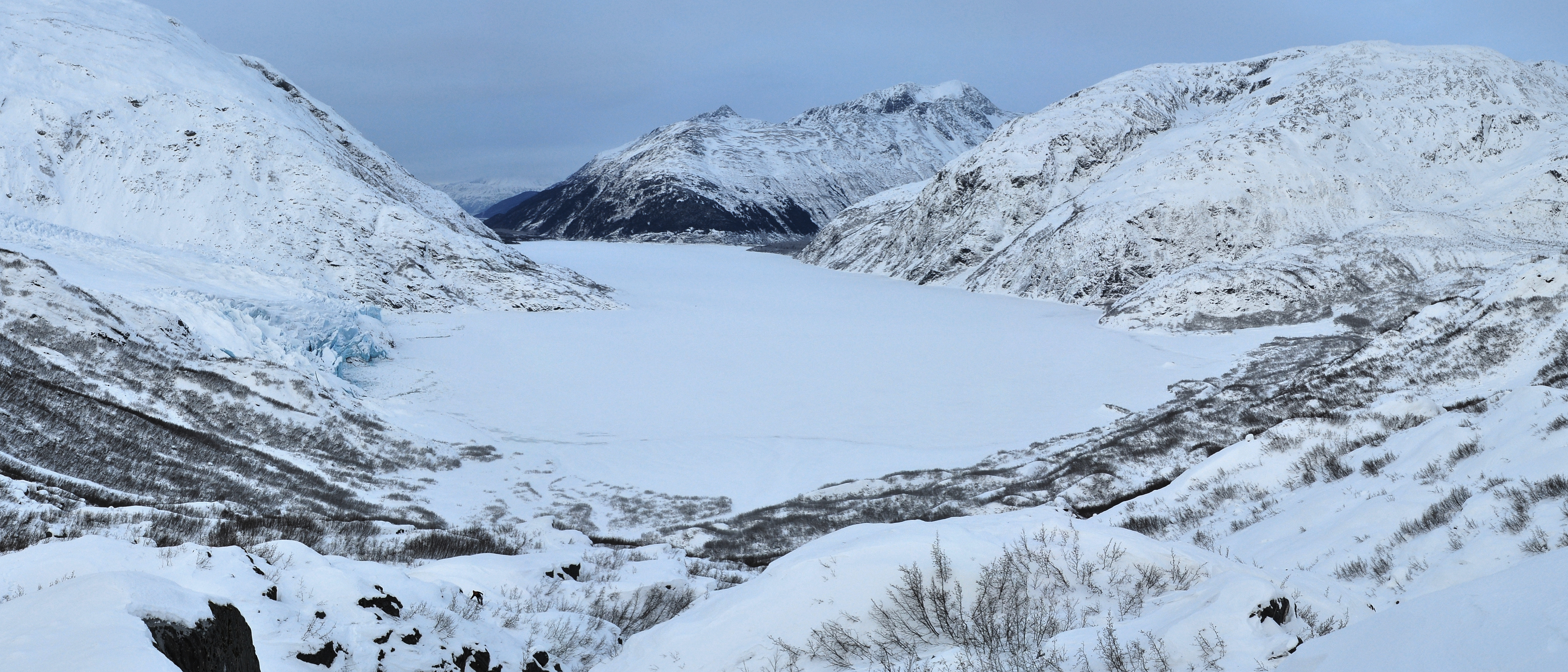
Озеро Портедж взимку.